# Ruby Dee
Ruby Dee, também conhecida como Ruby Ann Wallace (Cleveland, 27 de outubro de 1922 — New Rochelle, 11 de junho de 2014), foi uma atriz norte-americana, conhecida por atuar em alguns filmes de Spike Lee, como Faça a Coisa Certa e Febre da Selva.
Estreou no cinema em 1946, no musical That Man of Mine. Foi casada com o também ator Ossie Davis. Em 2008, a atriz foi indicada ao Óscar de Melhor Atriz (coadjuvante/secundária) pelo filme American Gangster.
A atriz morreu no dia 11 de junho de 2014 na cidade de New Rochelle em Nova York aos 91 anos de idade.